# NHLRC1
NHLRC1 (англ. NHL repeat containing E3 ubiquitin protein ligase 1) – білок, який кодується однойменним геном, розташованим у людей на короткому плечі 6-ї хромосоми. Довжина поліпептидного ланцюга білка становить 395 амінокислот, а молекулярна маса — 42 293.
| 10         |  | 20         |  | 30         |  | 40         |  | 50         |
| ---------- |  | ---------- |  | ---------- |  | ---------- |  | ---------- |
| MAAEASESGP |  | ALHELMREAE |  | ISLLECKVCF |  | EKFGHRQQRR |  | PRNLSCGHVV |
| CLACVAALAH |  | PRTLALECPF |  | CRRACRGCDT |  | SDCLPVLHLI |  | ELLGSALRQS |
| PAAHRAAPSA |  | PGALTCHHTF |  | GGWGTLVNPT |  | GLALCPKTGR |  | VVVVHDGRRR |
| VKIFDSGGGC |  | AHQFGEKGDA |  | AQDIRYPVDV |  | TITNDCHVVV |  | TDAGDRSIKV |
| FDFFGQIKLV |  | IGGQFSLPWG |  | VETTPQNGIV |  | VTDAEAGSLH |  | LLDVDFAEGV |
| LRRTERLQAH |  | LCNPRGVAVS |  | WLTGAIAVLE |  | HPLALGTGVC |  | STRVKVFSSS |
| MQLVGQVDTF |  | GLSLYFPSKI |  | TASAVTFDHQ |  | GNVIVADTSG |  | PAILCLGKPE |
| EFPVPKPMVT |  | HGLSHPVALT |  | FTKENSLLVL |  | DTASHSIKVY |  | KVDWG      |

A: Аланін

C: Цистеїн

D: Аспарагінова кислота

E: Глутамінова кислота

F: Фенілаланін

G: Гліцин

H: Гістидин

I: Ізолейцин

K: Лізин

L: Лейцин

M: Метіонін

N: Аспарагін

P: Пролін

Q: Глутамін

R: Аргінін

S: Серин

T: Треонін

V: Валін

W: Триптофан

Кодований геном білок за функцією належить до трансфераз. 
Задіяний у таких біологічних процесах, як убіквітинування білків, автофагія. 
Білок має сайт для зв'язування з іонами металів, іоном цинку. 
Локалізований у ядрі, ендоплазматичному ретикулумі.